# Confluence Cone
Confluence Cone är en kulle i Antarktis. Den ligger i Västantarktis. Argentina, Chile och Storbritannien gör anspråk på området. Toppen på Confluence Cone är 464 meter över havet.
Terrängen runt Confluence Cone är huvudsakligen kuperad, men åt sydost är den bergig. Trakten är obefolkad. Det finns inga samhällen i närheten.